# Reudnitz (Leipzig)

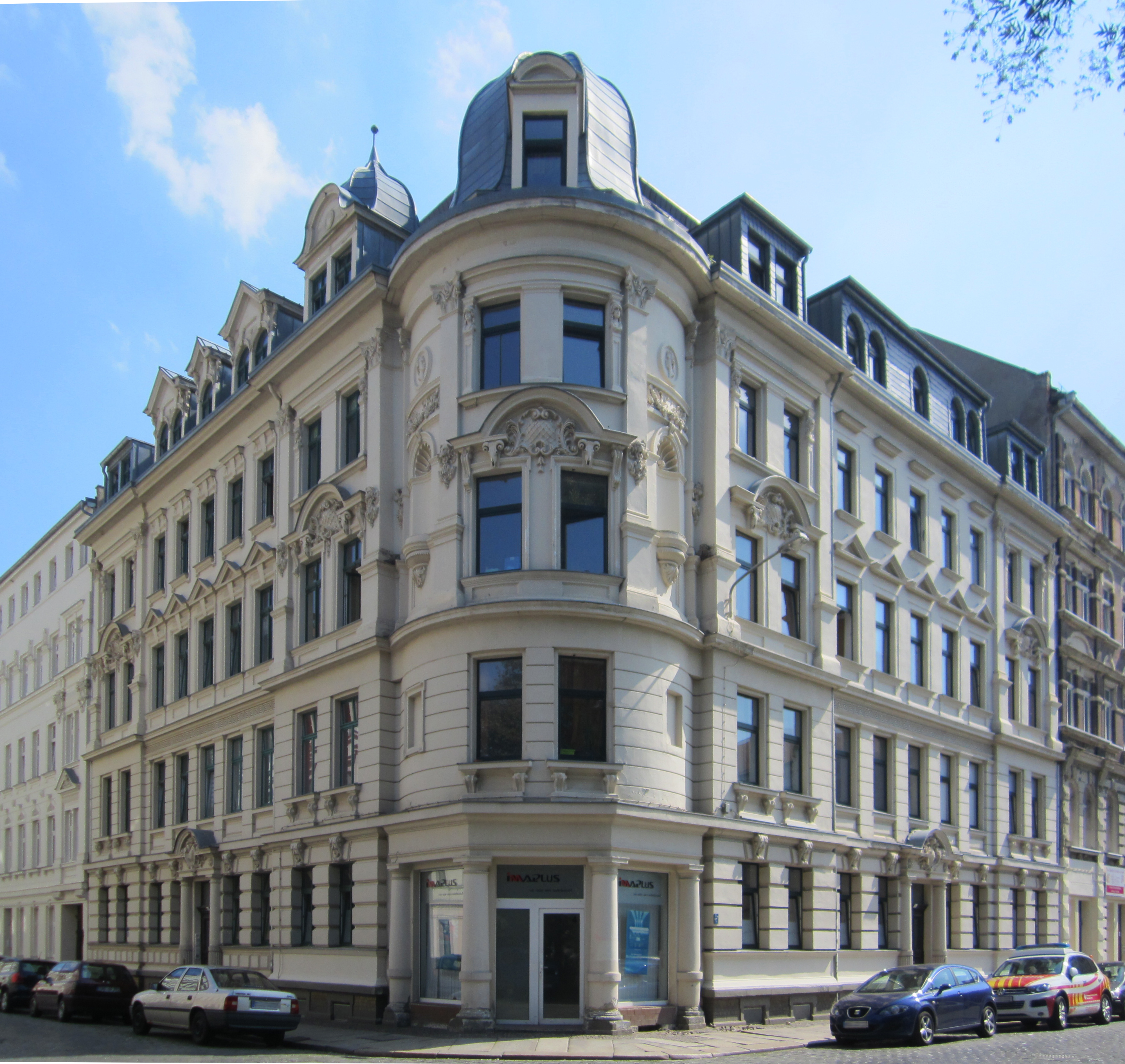
Gründerzeit-Wohnhaus (2015)

Reudnitz ist ein Stadtteil im Osten von Leipzig. Seit der kommunalen Gebietsgliederung von 1992 bildet der größere Teil von Reudnitz zusammen mit Thonberg den Ortsteil Reudnitz-Thonberg im Stadtbezirk Südost; der nördliche Teil mit dem einstigen Siedlungskern wurde hingegen dem Ortsteil Neustadt-Neuschönefeld im Stadtbezirk Ost zugeordnet. 
Die ehemalige Gemeinde Reudnitz war von 1838 bis 1888 eine selbständige Gebietskörperschaft östlich von Leipzig. Sie umfasste die gleichnamige Gemarkung mit dem alten Dorf Reudnitz. Am bekanntesten ist Reudnitz heute wohl durch das Brauhaus zu Reudnitz, die ehemalige Riebeck-Brauerei.

## Lage
Reudnitz liegt rund zwei Kilometer östlich der Leipziger Stadtmitte. Die Ludwig-Erhard-Straße (früher: Grenzstraße), der Gerichtsweg und die Prager Straße stellen die historische Grenze zur Ostvorstadt dar und bildeten bis ins 19. Jahrhundert die Flurgrenze zwischen Reudnitz und dem damaligen Leipzig. Im Norden trennen das Rabet und der Bernhardiplatz Reudnitz von Neuschönefeld bzw. Volkmarsdorf (entspricht dem früheren Verlauf der östlichen Rietzschke, die heute aber unterirdisch kanalisiert ist). Die Grenze zu Anger (-Crottendorf) verläuft ungefähr am Beginn der Wurzner Straße, an der Breiten Straße, Cichorius-, Eilenburger und Oststraße. Das Sommerbad Südost liegt im östlichsten Zipfel der Gemarkung Reudnitz, südlich davon und östlich der Schönbachstraße grenzt Stötteritz an. Im Süden reicht Reudnitz bis zur Stötteritzer Straße, südlich davon liegt Thonberg.
Die Gemarkung Reudnitz hat eine Fläche von 212 Hektar.

## Geschichte

### Als Dorf

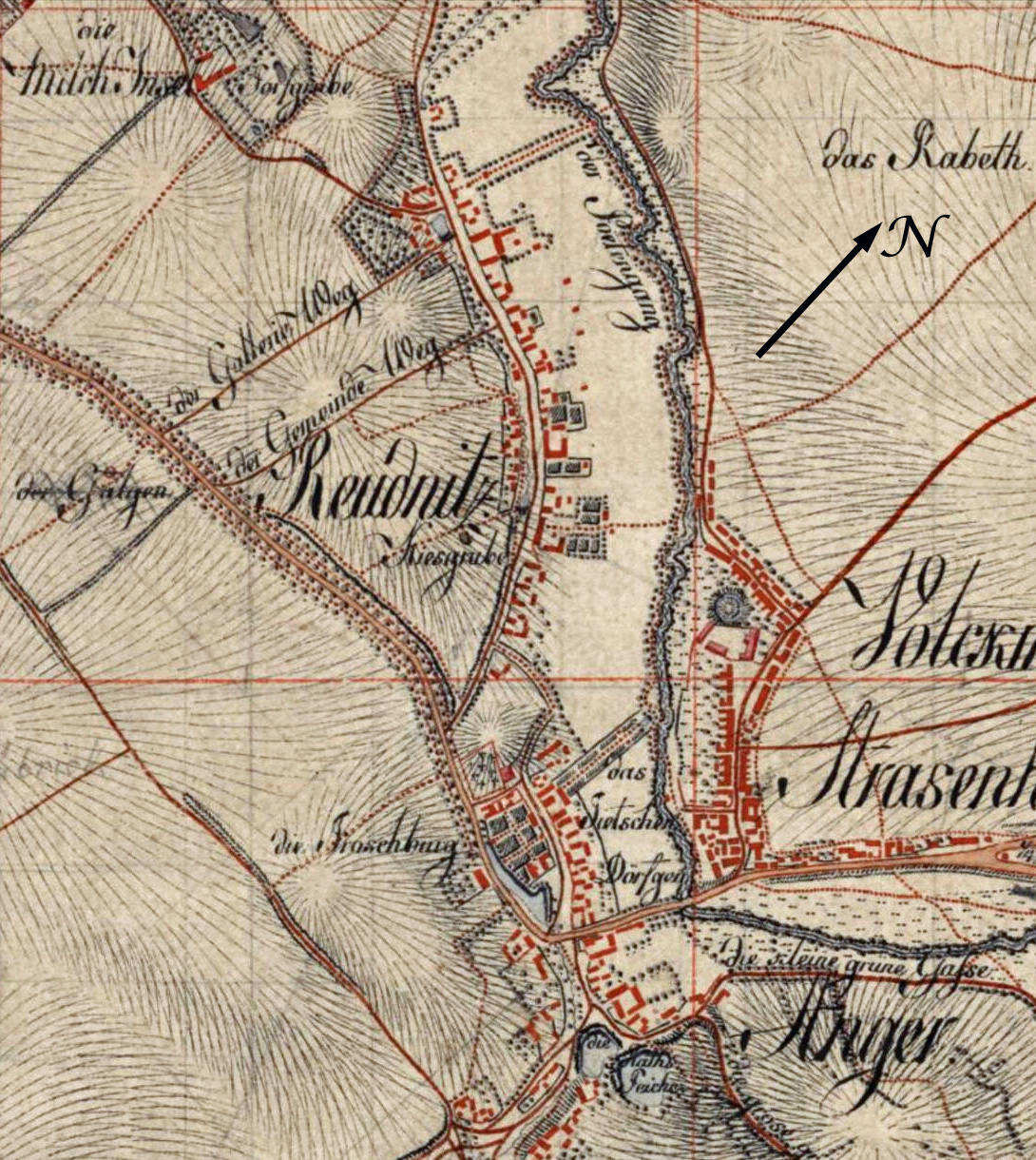
Das Dorf Reudnitz auf einer Karte von 1802

Das Dorf Reudnitz wurde vermutlich von slawischen Siedlern am westlichen Ufer der (Östlichen) Rietzschke angelegt. Der ursprüngliche Dorfkern von Reudnitz lag im Bereich der heutigen Kohlgartenstraße. Am 1. September 1248 wurde es erstmals urkundlich erwähnt, als Markgraf von Meißen Heinrich III. (1216–1288) dem Benediktinerinnen-Kloster St. Georg in Leipzig dreieinhalb Hufen Land sowie den Fischteich von „Rudeniz“ zueignete. Der slawische Name (rekonstruiert als *Rudnica) deutet auf Erz (slaw. ruda), insbes. Raseneisenerz. Landesherren waren die Markgrafen von Meißen und später die albertinischen Herzöge, Kurfürsten bzw. Könige von Sachsen. Innerhalb des sächsischen Staates gehörte das Dorf Reudnitz ins Kreisamt Leipzig.
Im Jahr 1525 kaufte der Rat der Stadt Leipzig von den Brüdern Leonhard und Conrad von Merseburg das zu den „Kohlgärten“ zählende Dorf Reudnitz ebenso wie das benachbarte „Tutzschendorf“ (auch „Dutschendorf“ oder „Titzschendorf“ – eine von Deutschen begründete Nachbarsiedlung, die im heutigen Dreieck der Dresdner, Kapellen- und Koehlerstraße lokalisiert wird). In den folgenden Jahrhunderten verschmolzen die beiden Siedlungsbereiche miteinander. Im sächsischen Meilenblatt von 1802 findet sich noch die Bezeichnung „Tietschen Dörfgen“.

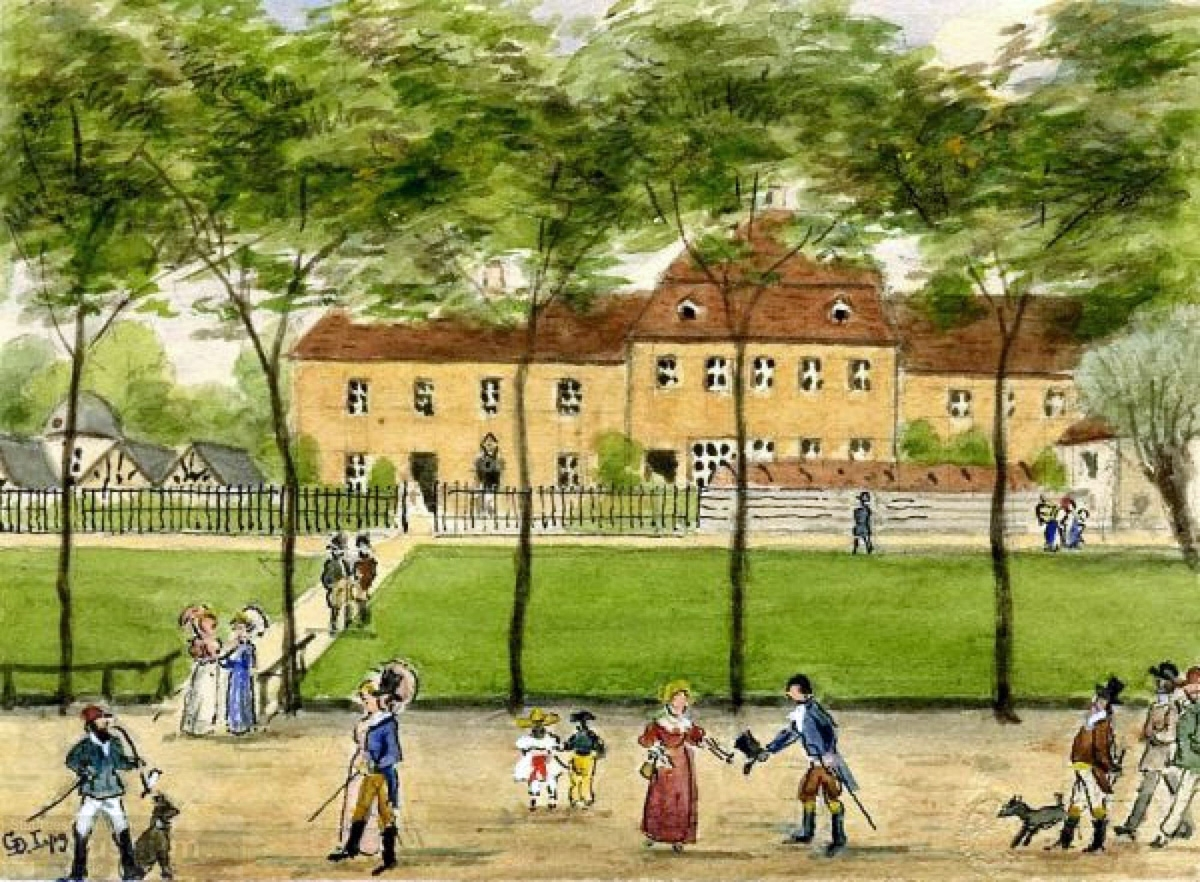
Kuchengarten (Anfang des 19. Jahrhunderts)

Nach Ende des Siebenjährigen Kriegs (1763) ließen sich viele reiche Bürger der nahegelegenen Stadt in Reudnitz Landhäuser errichten. Es gab hier verschiedene Ausflugsgaststätten, darunter der Kuchengarten, den auch Goethe in seiner Leipziger Studienzeit besuchte und in seiner Ode an den Kuchenbäcker Hendel besang. Im Landhaus des Bankiers Vetter wohnte vom 14. Oktober bis zum 16. Oktober 1813 (im Vorfeld der Völkerschlacht) der Kaiser der Franzosen Napoléon Bonaparte (1769–1821). Im Jahr 1835 umfasste das Dorf 11 5/9 Magazinhufen Land, 52 Häuser und 621 Einwohner.

### Als Landgemeinde

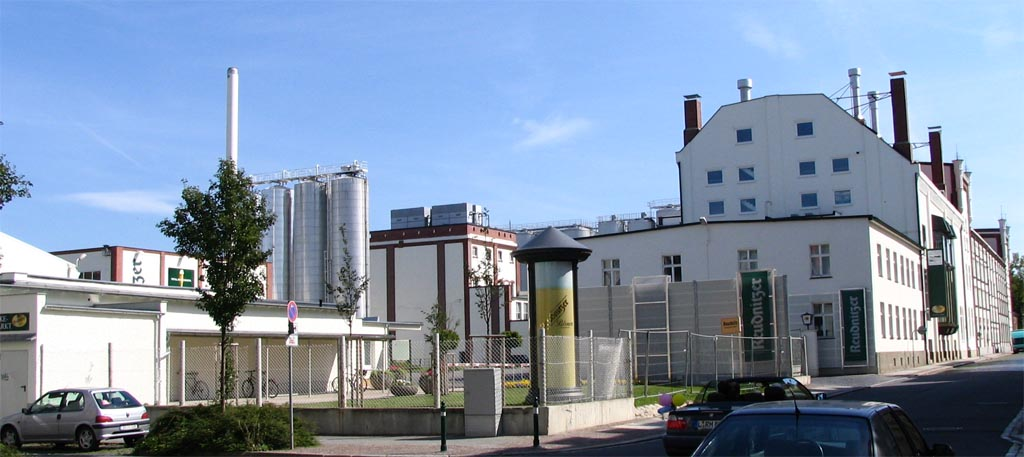
Leipziger Brauhaus zu Reudnitz, Haupteingang an der Mühlstraße (2005)

Durch die Sächsische Landgemeindeordnung von 1838 wurde das Dorf Reudnitz eine Landgemeinde mit dem Recht zur Selbstverwaltung. Wilhelm Felsche verlegte 1841 seine Schokoladeproduktion nach Reudnitz. Mitte des 19. Jahrhunderts nahm die Bevölkerung sprunghaft zu: bereits 1847 hatte der Ort 3000 Einwohner. Bis dahin war Reudnitz noch vom Gemüseanbau geprägt, in der zweiten Jahrhunderthälfte setzte die Industrialisierung ein. Den Anfang machte Christian Mansfeld mit seiner 1855 gegründeten Fabrik für Näh- und Druckmaschinen in der Mühlstraße. Ein weiterer wichtiger Arbeitgeber sollte die 1862 von Adolf Schröder begründete Leipziger Bierbrauerei zu Reudnitz werden, die 1871 von Carl Adolf Riebeck übernommen wurde und sich zu einer der größten Brauereien Deutschlands entwickelte.
Mit 7.644 Einwohnern war Reudnitz im Jahr 1864 zur größten Landgemeinde Sachsens herangewachsen. Das 4 Hektar große Gebiet Neu-Reudnitz im Süden der Gemeinde (südlich der Mühl- und westlich der Oswaldstraße) wurde 1864 als eigenständige Landgemeinde aus Reudnitz herausgelöst (infolge der Eingemeindung 1890 aber wieder mit diesem vereinigt). Bereits 1866 schlug der Gemeinderat von Reudnitz eine vertragliche Eingliederung in die Stadt Leipzig vor, was die Leipziger Stadtverordneten damals aber noch ablehnten. Von 1873 bis 1888 gehörte die Gemeinde Reudnitz zur Amtshauptmannschaft Leipzig. In dieser Zeit stieg die Einwohnerzahl von Reudnitz weiter rapide: 1888 erreichte sie 22.500.

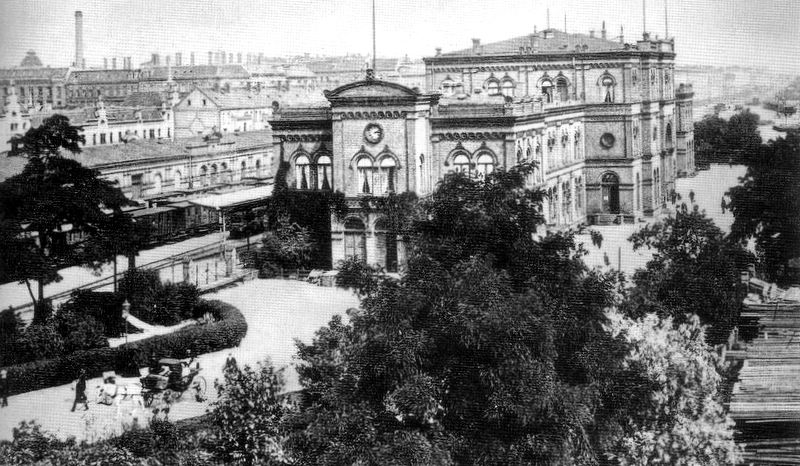
Eilenburger Bahnhof (1905)

Nachdem bereits seit 1860 Pferde-Omnibusse von Leipzig nach Reudnitz fuhren, wurde am 18. Mai 1872 der erste Leipziger Straßenbahnhof, die Reudnitzer Straßenbahntrasse und das zugehörige Depot mit Sitz der Leipziger Pferde-Eisenbahn (LPE) in Reudnitz in Betrieb genommen. Der Verleger Friedrich Wilhelm Benedikt Hofmeister stellte sein Landhaus zur Verfügung. Hier verkehrten zunächst Pferdebahnen, die 1897 durch elektrische Straßenbahnen ersetzt wurden. Ein weiterer wichtiger Verkehrsknoten war der 1874 eröffnete Eilenburger Bahnhof, durch den der Ort einen eigenen Anschluss an das Eisenbahnnetz bekam. Die Gleise der Bahnstrecke Leipzig–Eilenburg zerschnitten Reudnitz seither in einen nördlichen und einen südlichen Teil. In der Folgezeit siedelten sich weitere Industriebetriebe an. Aufgrund der Nähe zum Graphischen Viertel entwickelte sich Reudnitz auch zum Verlags- und Druckereistandort. Der Verleger Herrmann Julius Meyer verlegte 1874 sein Bibliographisches Institut (bekannt für Meyers Konversations-Lexikon, Brehms Tierleben und den Duden) vom thüringischen Hildburghausen hierher.

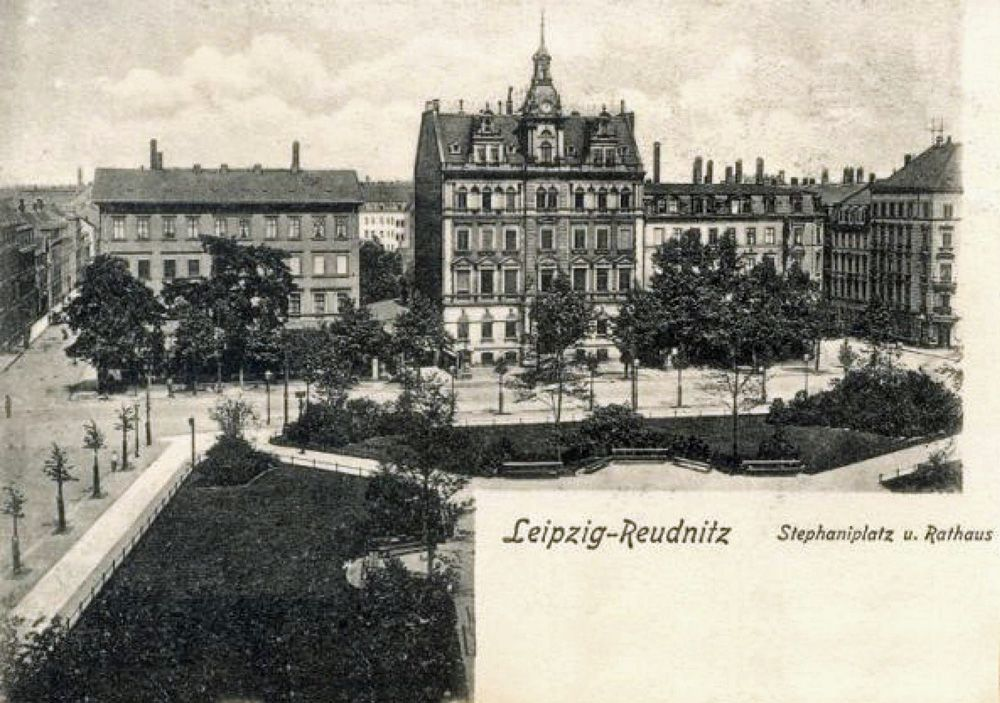
Stephaniplatz mit Reudnitzer Rathaus (um 1900)

An der Dresdner Straße wurde von 1882 bis 1884 die evangelisch-lutherische Markuskirche im neugotischen Stil durch Baurat Gotthilf Ludwig Möckel errichtet. Am Stephaniplatz erbaute die Gemeinde Reudnitz auch ein eigenes Rathaus, das ironischerweise erst kurz nach der Eingemeindung nach Leipzig 1889 eingeweiht wurde.

### Als Stadtteil von Leipzig
Am 1. Januar 1889 wurde die Gemeinde Reudnitz, die längst mit der Leipziger Ostvorstadt zusammengewachsen war, in die Stadt Leipzig eingemeindet. Zum damaligen Zeitpunkt hatte Reudnitz 25.496 Einwohner, umfasste 812 Wohnhäuser, über 70 Fabriken mit rund 4700 Arbeitsplätzen, 18 Druckereien und 13 Verlage. Zeitgleich wurde das östlich angrenzende Anger-Crottendorf eingemeindet, das damals noch selbstständige Neu-Reudnitz folgte ein Jahr später.

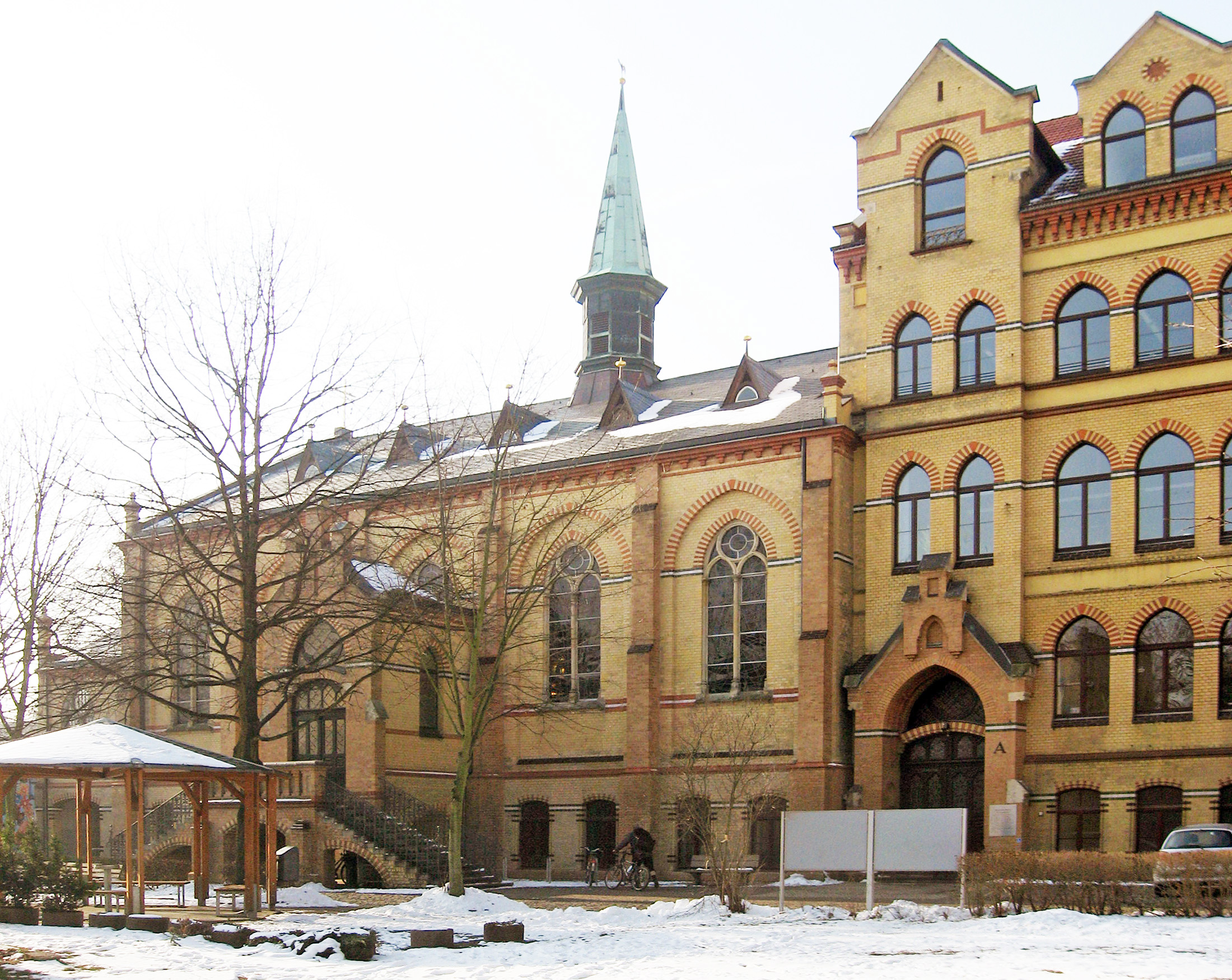
St. Laurentius Leipzig-Reudnitz (2010)

Auf Initiative des 1855 gegründeten Leipziger St.-Vincentius-Vereins wurde 1892/1893 an der Witzgallstraße die katholische Pfarrkirche St. Laurentius mit dem Vincentiusstift der Grauen Schwestern erbaut. Nach Zerstörung der Propsteikirche St. Trinitatis im Zweiten Weltkrieg und deren Abriss 1954 ist es heute das älteste nachreformatorische katholische Gotteshaus Leipzigs.

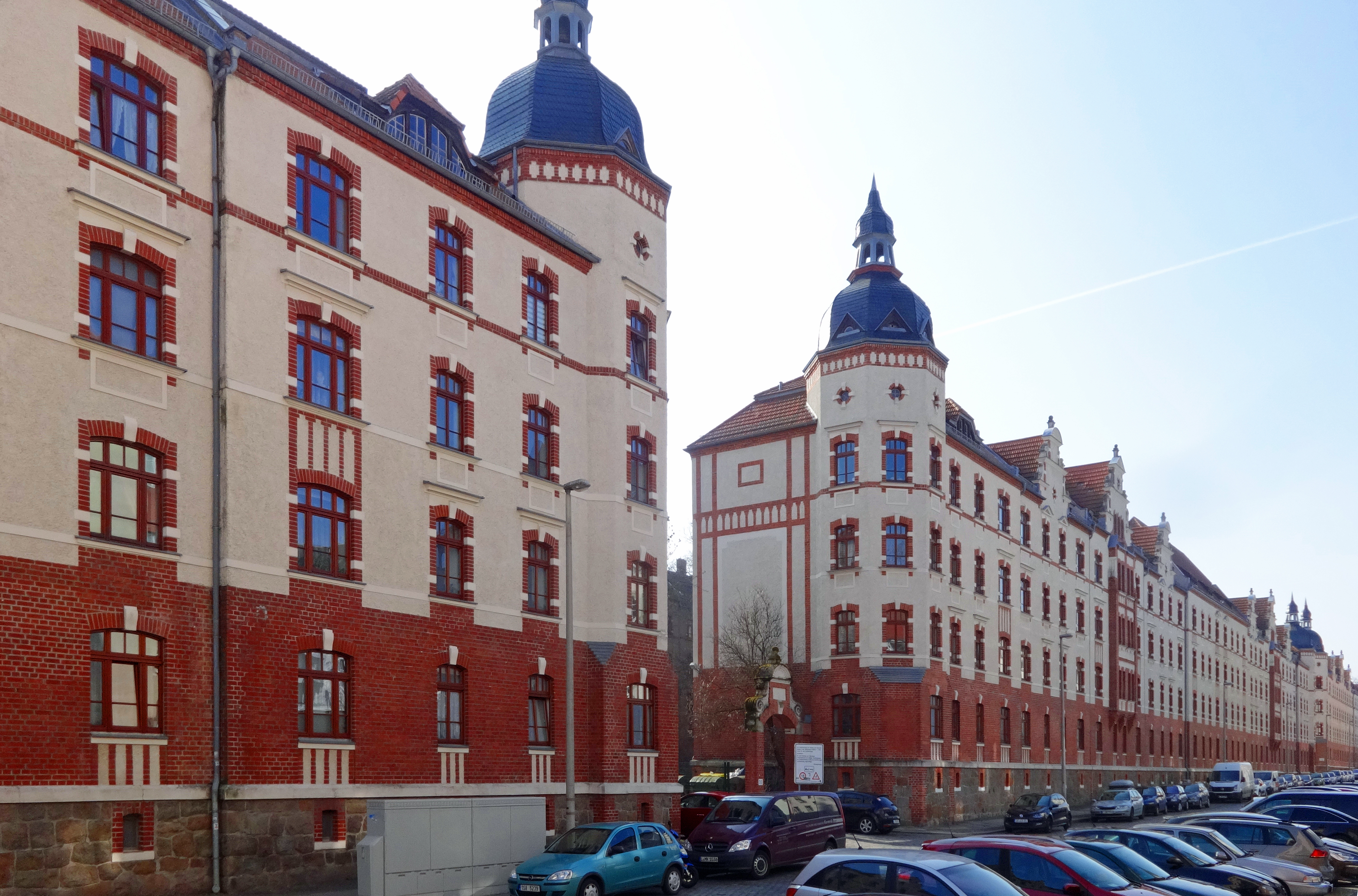
Meyer’sche Häuser an der Hofer Straße (2018)

Der größte Teil der Wohnbebauung in Reudnitz entstand in der Gründerzeit und besteht aus meist viergeschossigen Mehrfamilienhäusern in Blockrandbebauung. Auf Initiative des Verlegers Herrmann Julius Meyer wurde von 1903 bis 1908 an der Hofer Straße im östlichen Reudnitz eine der vier Wohnanlagen erbaut, die preiswertes und gesundes Wohnen ermöglichen sollten, die sogenannten Meyer’schen Häuser. Der Bauverein zur Beschaffung preiswerter Wohnungen ließ 1912/13 nördlich der Stötteritzer Straße genossenschaftliche Wohnanlagen errichten. Die Stadt Leipzig baute von 1924 bis 1930 zwischen Riebeck- und Hofer Straße eine Siedlung mit 1054 Wohneinheiten.
Im Zweiten Weltkrieg wurden bei den Bombenangriffen am 4. Dezember 1943 mehrere der innenstadtnahen Straßenzüge sowie der Eilenburger Bahnhof und das Reudnitzer Rathaus zerstört.
Während der DDR-Zeit errichtete man an der Dresdner Straße in den 1960er-Jahren Wohnblöcke der Arbeiterwohnungsbaugenossenschaften (AWG). Altbausubstanz wurde ab 1975 abgerissen, um Platz für neue Wohnkomplexe zu machen. Auch die Markuskirche Reudnitz wurde 1973 wegen Baumängeln geschlossen, am 25. Februar 1978 wurde sie „aus bautechnischen Gründen“, wie es im damaligen Sprachgebrauch hieß, gesprengt. An der Kreuzstraße wurde 1981 bis 1985 eine Wohnsiedlung in Plattenbauweise nach WBS 70 mit über 1000 Wohnungen errichtet, das Kreuzstraßenviertel.
Seit der kommunalen Gebietsgliederung von 1992 gehört der größte Teil des ehemaligen Gemeindegebietes von Reudnitz zum Ortsteil Reudnitz-Thonberg im Stadtbezirk Südost. Der nördlich der Dresdner Straße gelegene ehemalige Ortskern wurde jedoch dem Ortsteil Neustadt-Neuschönefeld (Stadtbezirk Ost) zugeordnet.

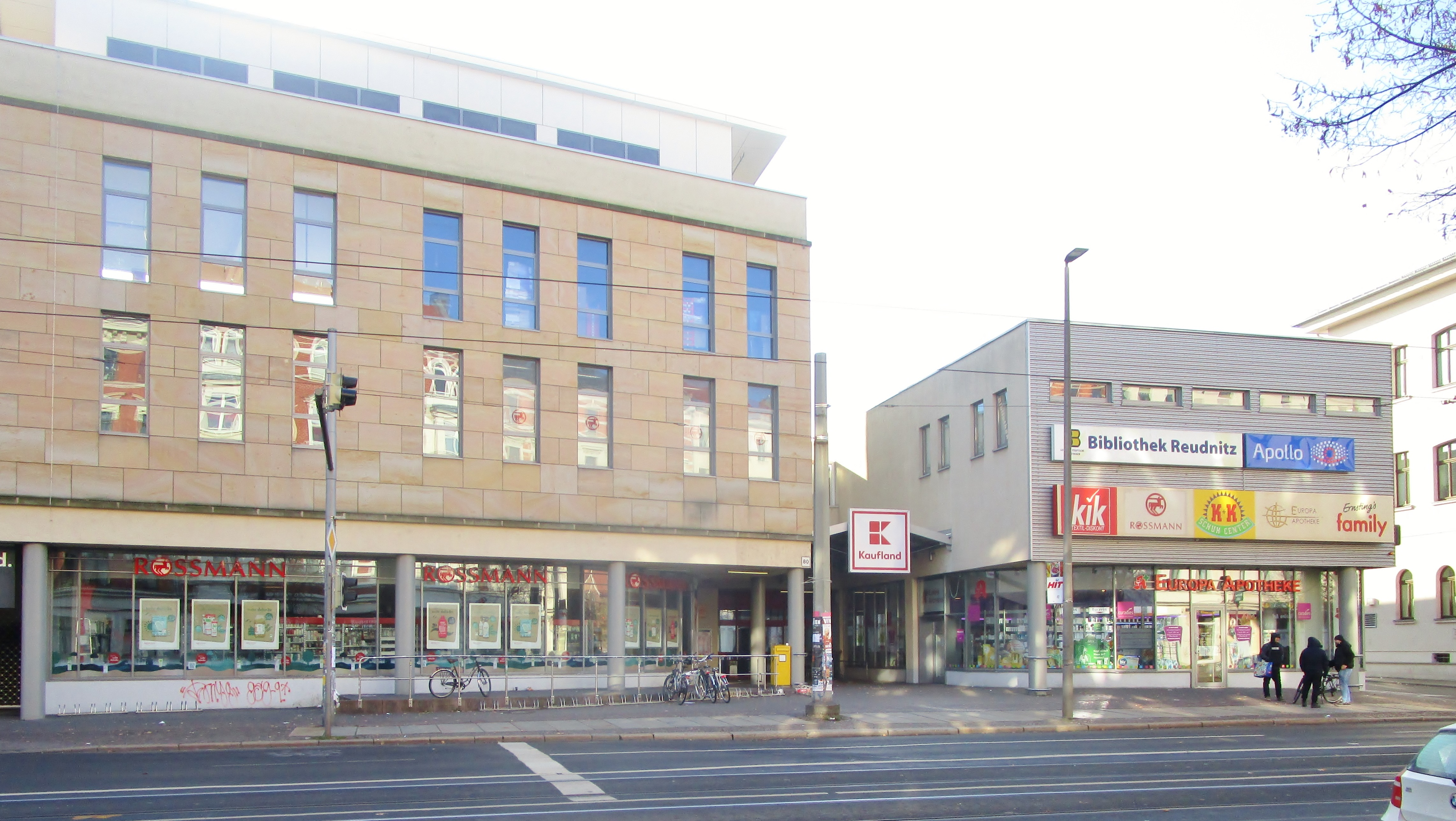
Stadtteilzentrum Reudnitz (2022)

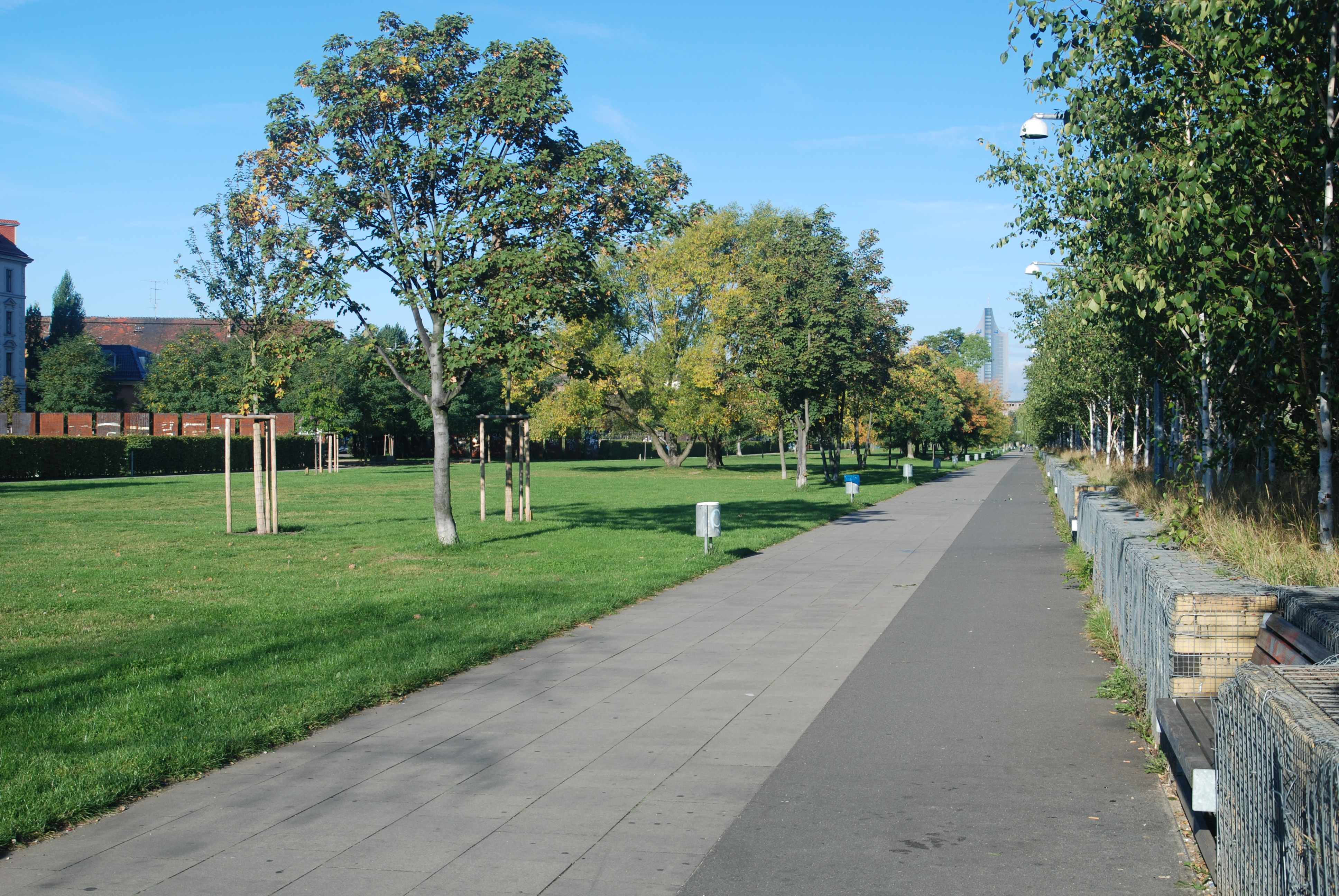
Lene-Voigt-Park (2007)

In den 1990er-Jahren wurden auf stillgelegten Fabrik- und Abbruchgrundstücken an der Kohlgarten- und Lutherstraße neue Büro- und Wohnbauten errichtet. Der Reudnitzer Straßenbahnhof wurde 1998 geschlossen und danach bis auf ein Verwaltungsgebäude abgebrochen. An der Stelle entstand ab 2000 ein neues Stadtteilzentrum (Kaufland-Center). Die brachliegenden Bahnanlagen des Eilenburger Bahnhofs wurden in dieser Zeit zum 8 Hektar großen Lene-Voigt-Park umgestaltet, der 2002 mit dem Europäischen Preis für den öffentlichen Raum der Stadt ausgezeichnet wurde. Auf einer früheren Brachfläche, die durch den Abbruch maroder Wohnhäuser im einstigen Neu-Reudnitz entstanden war, wurde 2018 der Cäcilienpark eingeweiht.
Infolge dieser städtebaulichen Maßnahmen sowie der weitgehenden Sanierung des Altbaubestands ist die Sozialstruktur von Reudnitz fortwährenden Veränderungen unterworfen. Galt das Viertel in den 1990er Jahren als sozialer Brennpunkt und Hochburg von Neonazis, so ist es heute bei vielen Studenten und jungen Berufstätigen zum Wohnen beliebt.
Der Roman „Als wir träumten“ des Leipziger Schriftstellers Clemens Meyer (* 1977) und der gleichnamige Film von Andreas Dresen (* 1963) spielen zu großen Teilen in dem Stadtteil und beschreiben das Leben einer Gruppe Heranwachsender im Nachwende-Leipzig.

## Söhne und Töchter des Stadtteils
- Carl Böhme (1842–1904), liberaler Reichstags- und Landtagsabgeordneter
- Paul Ehrlich (1849–1925), Klavier- und Musikautomatenbauer
- Carl Hugo Rödiger (1850–unbekannt), Politiker (SPD), Reichstagsabgeordneter
- Adolf Albrecht (1855–1930), Politiker (SPD)
- Albrecht Penck (1858–1945), Geograph und Geologe
- Paul Benndorf (1859–1926), Schriftsteller und Sepulkralforscher
- Robert Wuttke (1859–1914), Volkswirtschaftler und Sozialwissenschaftler
- Hermann Barge (1870–1941), Lehrer und Kirchenhistoriker
- Herbert von Bomsdorff-Bergen (1876–unbekannt), Theaterregisseur und Schriftsteller
- Hugo Saupe (1883–1957), Politiker (SPD) und Reichstagsabgeordneter
- Fritz Baumgarten (1883–1966), Kinderbuchillustrator
- Karl Hermann Jacob-Friesen (1886–1960), Prähistoriker, Archäologe und Hochschullehrer
- Georg Schumann (1886–1945), Widerstandskämpfer gegen den Nationalsozialismus
- Hans Hundertmarck (1901–1953), Radrennfahrer
- Franz Ehrlich (1907–1984), Architekt und Designer
- Hans Neumeister (1908–1996), Widerstandskämpfer gegen den Nationalsozialismus
- Kurt Dossin (1913–2004), Handballspieler

## Mit Reudnitz verbundene Persönlichkeiten
- Friedrich Hofmeister (1782–1864), Musikverleger, lebte in Reudnitz
- Robert Wesselhöft (1796–1852), Burschenschafter und Arzt, lebte in Reudnitz
- Wilhelm Felsche (1798–1867), Schokoladenfabrikant in Reudnitz
- Carl Adolf Riebeck (1821–1883), Besitzer der Riebeckschen Brauerei in Reudnitz
- Herrmann Julius Meyer (1826–1909), Verlagsbesitzer in Reudnitz
- Otto Heubner (1843–1926), Kinderarzt, Leiter einer Kinderklinik in Reudnitz
- Heinrich Julius Mäser (1848–1918), Besitzer einer Buchdruckerei und eines Verlages in Reudnitz
- Eduard Seifert (1870–1965), Trompeter, in Reudnitz aufgewachsen